# U-8 (1935)
U-8 – niemiecki okręt podwodny (U-Boot) typu II B z okresu II wojny światowej. Okręt wszedł do służby w 1935 roku.  Wybrani dowódcy: Kptlt. Otto Schuhart, Kptlt. Heinrich Lehmann-Willenbrock, Kptlt. Eitel-Friedrich Kentrat.

## Historia
Po rozpoczęciu II wojny światowej okręt wziął udział w jednym, trwającym 20 dni patrolu bojowym, zakończonym 7 czerwca 1940 roku, podczas którego nie zdołał zaatakować wrogich jednostek. Do końca wojny był wykorzystywany w roli jednostki szkolnej, w tym charakterze w grudniu 1940 roku przybył do Gdyni. Zatopiony 2 maja 1945 roku przez własną załogę w Wilhelmshaven (operacja Regenbogen).